# Nierarteriestenose
Een nierarteriestenose is een vernauwing in een of meerdere nierslagaders. Per nier is er een slagader (arterie) die naar de nieren leidt. Een groot aantal, niet schadelijke, varianten van meer dan één arterie of vene komt ook voor. Bij een vernauwing van een van de arteriën spreekt men van een stenose. Dit kan leiden tot hoge bloeddruk (hypertensie) en/of achteruitgang van de nierfunctie.
Bij jonge mensen, vaak bij vrouwen, kan de stenose op basis van een bindweefsel streng zijn (fibromusculaire dysplasie) en kan de stenose worden verholpen door het dotteren en plaatsen van een stent.
Bij oudere mensen is de stenose bijna altijd het gevolg van algeheel vaatlijden (aderverkalking, atherosclerose) en kan het raadzaam zijn om hier niets aan te doen, behoudens het reguleren van de bloeddruk met medicatie.
De diagnose wordt gesteld middels beeldvormende technieken. De gouden standaard is de angiografie, een nadeel hiervan is het gebruik van jodiumhoudend contrastmateriaal, wat als belangrijkste bijwerking nefrotoxiciteit heeft. De MRI- en CT-angio zijn minder belastend, maar zijn ook minder betrouwbaar dan de angiografie. 